# Stefan Staykov
Stefan Staykov   (Sofia, 3 d'octubre de 1949) és un exfutbolista búlgar de la dècada de 1970.
Fou 19 cops internacional amb la selecció búlgara amb la qual participà en la Copa del Món de Futbol de 1974.
Pel que fa a clubs, defensà els colors de Spartak (Varna), Levski (Sofia), Osam (Lovech), Lokomotiv (Plovdiv), i Omonia Aradippou (Xipre).